# Harry Sweeny
Harrison (Harry) Sweeny (Warwick, 9 juli 1998) is een Australisch wielrenner.

## Carrière
Sweeney was tot in 2015 een triatleet aan het Australian Institute of Sport maar na een blessure waarmee hij enkel nog kon fietsen besluit hij zich daarop toe te leggen. Hij neemt in 2015 deel aan het Oceanisch kampioenschap voor junioren waar hij negende werd; en de wereldkampioenschappen: hij werd 47e in de tijdrit en gaf op in de wegwedstrijd. In 2016 kwam hij uit voor de Belgische juniorenploeg Spie-Douterloigne Ct voordat hij zich in 2017 aansloot bij Mitchelton Scott, de opleidingsploeg van Mitchelton-BikeExchange. In 2016 won Sweeney het Australisch en Oceanisch kampioenschap tijdrijden bij de junioren en won twee juniorenwedstrijden (Vlaams-Brabantse Pijl en Oetingen). Hij nam opnieuw deel aan het wereldkampioenschap en werd tiende in de wegwedstrijd en twintigste in de tijdrit. 
In 2017 wint hij enkel de ploegentijdrit in de beloftewedstrijd Toscana-Terra di Ciclismo; hij reed voornamelijk kleinere rondes en eendagswedstrijden. In 2018 reed hij opnieuw vooral in meerdaagse wedstrijden in Azië. Op het Australisch kampioenschap tijdrijden werd hij 21e en 14e in de wegwedstrijd bij de beloften. In 2019 veranderde hij van ploeg en tekende een contract bij het Ierse EvoPro Racing. Hij nam hij naast kleinere Europese eendagswedstrijden ook deel aan Europese meerdagswedstrijden zoals de Ronde van Hongarije, Boucles de la Mayenne en Circuit des Ardennes. Hij won ook een etappe in de Alpes Isère Tour. In 2020 reed hij voor de belofteploeg van Lotto Soudal niet zoveel wedstrijden door de Coronacrisis maar won de Piccolo Giro di Lombardia.
In 2021 kreeg hij een contract van Lotto Soudal. Hij reed in zijn eerste jaar Paris-Roubaix (39e), Ronde van Frankrijk (85e) en Clásica San Sebastián (39e). Daarnaast reed hij voornamelijk meerdaagse wedstrijden. In de Ronde van Denemarken brak hij zijn sleutelbeen na een val, hij keerde na een maand afwezigheid terug in de Ronde van Luxemburg.
In 2022 werd Sweeny geselecteerd voor de Ronde van Spanje. Hierin werd hij vijfde in de zevende etappe. Door een besmetting met COVID-19 reed Sweeny deze editie niet uit.

## Overwinningen
2017
1e etappe Toscana-Terra di Ciclismo (ploegentijdrit)
2019
4e etappe Ronde van Rhône-Alpes Isère
2020
Piccolo Giro di Lombardia

## Resultaten in voornaamste wedstrijden
| Jaar | Ronde van Italië | Ronde van Frankrijk | Ronde van Spanje |
| ---- | ---------------- | ------------------- | ---------------- |
| 2021 |                  | 85e                 |                  |
| 2022 |                  |                     | opgave           |
| 2023 |                  |                     |                  |
| 2024 |                  |                     | 78e              |
| 2025 |                  | 35e                 |                  |

| Jaar | Milaan-San Remo | Gent-Wevelgem | Ronde van Vlaanderen | Parijs-Roubaix | Amstel Gold Race | Luik-Bast.‑Luik | Waalse Pijl | Clásica San Sebastián |  | WK op de weg |
| ---- | --------------- | ------------- | -------------------- | -------------- | ---------------- | --------------- | ----------- | --------------------- |  | ------------ |
| 2021 |                 |               |                      | 39e            |                  |                 |             | 39e                   |  | opgave       |
| 2022 |                 |               |                      |                |                  |                 |             | 49e                   |  |              |
| 2023 |                 |               |                      |                | opgave           | 63e             | 123e        | 22e                   |  | opgave       |
| 2024 | 79e             | 65e           | opgave               | 70e            |                  | 59e             | opgave      | opgave                |  | opgave       |
| 2025 | 89e             | 53e           | opgave               |                | opgave           | 91e             | 76e         | 41e                   |  |              |

## Ploegen
- 2017 −  Mitchelton Scott
- 2018 −  Mitchelton-BikeExchange
- 2019 −  EvoPro Racing
- 2021 −  Lotto Soudal
- 2022 −  Lotto Soudal
- 2023 −  Lotto Dstny
- 2024 –  EF Education-EasyPost
- 2025 –  EF Education-EasyPost

Conca · Cras · De Buyst · De Gendt · Degenkolb · Ewan · Frison · Gilbert · Goossens · Grignard · Holmes · Kluge · Kron · Małecki · Marczyński · Moniquet · Oldani · Sweeny · Thijssen · Van der Sande · Van Gils · Van Moer · Vanhoucke · Vermeersch · Verschaeve · Vervloesem · Wellens
Barbero (vanaf 1/5) · Beullens · Campenaerts · Conca · Cras · De Buyst · De Gendt · De Lie · Drizners · Ewan · Frison · Gilbert · Grignard · Holmes · Janse van Rensburg (vanaf 1/5) · Kluge · Kron · Małecki · Moniquet · Schwarzmann · Selig · Sweeny · Van Gils · Van Moer · Vanhoucke · Vermeersch · Verschaeve · Vervloesem · Wellens
Adamietz · Beullens · Campenaerts · De Buyst · De Gendt · De Lie · Drizners · Eenkhoorn · Ewan · Frison · Grignard · Guarnieri · Kron · Livyns · Menten · Moniquet · Paasschens · Schwarzmann · Segaert (vanaf 24/2) · Selig · Sepúlveda · Slock · Sweeny · Van de Paar · Van Eetvelt · Van Gils · Van Moer · Vanhoucke (vanaf 15/8) · Vermeersch
Amador · Beloki · Bettiol(tot 14/8) · Bissegger · Carapaz · Carr · Carthy · Cepeda · Chaves · Costa · de Bod · Doull · Healy · Honoré · Nerurkar · Piccolo(tot 21/6) · Powless · Quinn · Rafferty · Rootkin-Gray · Rutsch · Ryan · Shaw · Steinhauser · Sweeny · Todome · Urán · Valgren · van den Berg · van der Lee · Hlady (stagiair) · Lovidius (stagiair)